# Crocidura negligens
Crocidura negligens är en däggdjursart som beskrevs av Robinson och Cecil Boden Kloss 1914. Crocidura negligens ingår i släktet Crocidura och familjen näbbmöss. IUCN kategoriserar arten globalt som livskraftig. Inga underarter finns listade i Catalogue of Life.
Denna näbbmus förekommer på södra Malackahalvön och på några mindre öar i närheten. Arten når i bergstrakter 1800 meter över havet. Den lever i olika slags skogar.